# Belagerung von Komorn
Die Belagerung von Komorn dauerte vom 13. Juli bis 2. Oktober 1849 und war die letzte Auseinandersetzung des Ungarischen Unabhängigkeitskrieges. Der ungarische General György Klapka wurde nach der Dritten Schlacht bei Komorn mit zwei Korps eingeschlossen und kapitulierte nach drei Monaten als letzter Truppenverband gegenüber der kaiserlichen Armee unter Feldzeugmeister Baron von Haynau.
Pákozd –
Schwechat –
Kaschau –
Mór –
Hermannstadt –
Vízakna (Salzburg) –
Piski –
Mediasch –
Kápolna –
Hatvan –
Tápió Bicske –
Isaszeg –
Waitzen I –
Nagy-Salló –
Komorn I –
Mocsa –
Kács –
Pered –
Raab –
 Ács (Komorn II) –
Komorn III –
Hegyes –
Waitzen II –
Tura –
Segesvár –
Debreczin –
Szőreg –
Temesvár
Arad –
Deva –
Esseg –
Karlsburg –
Komorn IV –
Leopoldov –
Ofen –
Peterwardein –
Temesvár

## Vorgeschichte
Nachdem sich die ungarische Donauarmee (etwa 24.000 Mann und 130 Kanonen) unter General Görgey am Abend des 13. Juli aus Komorn zurückgezogen hatte, war Klapka mit dem II. und VIII. Korps in der Festung geblieben, die einerseits die Forts verteidigen und andererseits gezielte Operationen gegen die kaiserlichen Verbindungswege im Hinterland führen sollten. In den Bastionen und Forts waren etwa 310 Festungskanonen verfügbar. Etwa 5000 Gewehre waren auf Lager verfügbar, ebenso war noch ausreichend Munition vorhanden. An Lebensmittel waren Mehl und Hülsenfrüchte, Fleisch und Wein, für die Pferde Hafer, Heu und Stroh für noch 2 Monate eingelagert. Oberbefehlshaber war General Klapka und Oberstleutnant Elma Lanyi fungierte als Chef des Stabes. Die Gesamtstärke der Besatzung betrug 23 Bataillone mit 18.260 Mann (davon 1400 Reiter) und 48 Feldgeschütze, für die notwendigen Ausfälle ins Hinterland waren nur 12.500 Mann einsetzbar.

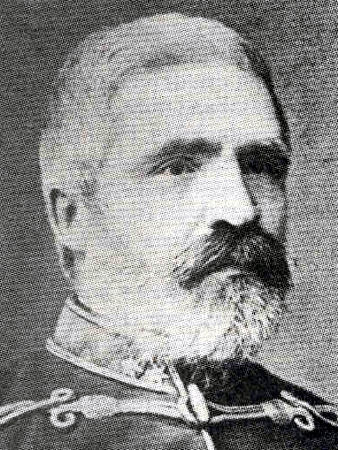
Franz Aschermann

II. Corps unter Oberst Joszef Kászonyi (5500 Mann)
- Division Oberst Rakowszki mit 25., 43., 52., 56. Bataillon und 1 Bataillon des Dom Miguel-Regiment
- Division Oberstleutnant Horváth mit 60., 61., 63., 49. und 54. Bataillon

VIII. Corps Oberst Franz Aschermann (7200 Mann)
- Division Oberst Kosztolányi mit 18., 37., 64. Bataillon und 3 Bataillon des Sandor-Regiments
- Division Oberst Janik mit 70., 71., 57. und 46. Bataillon
- Division Oberst Esterházy mit 15., 40., 98. und 99. Bataillon

- Kavallerie: Oberst Mándy mit Württemberg- und Bocskay-Husaren (1400 Reiter)

Ein Streifkorps mit 3000 Mann verstärkte kurz nach Görgeys Abmarsch die Besatzung. Auf der rechten Flanke verteidigte Oberst Kászonyi mit 13 Bataillonen und die württembergischen Husaren. Die Brigade unter Oberst Janik hielt die Forts Nr. 1, 2 und 3 bei Monostor. Die Division Rakovszky bemannte die Werke Nr. 4, 5, 6 und 7, die Division Kosztolányi die Forts 8, 9 und 10 sowie Oberstleutnant Horváth die Positionen bei Ö-Szőny mit 5 Bataillonen und 3 Husaren-Schwadronen. Schließlich wurden die inneren Forts von Oberst Eszterházy mit 4 Bataillonen und 3 Husaren-Schwadronen gehalten.

## Ungarische Ausfälle

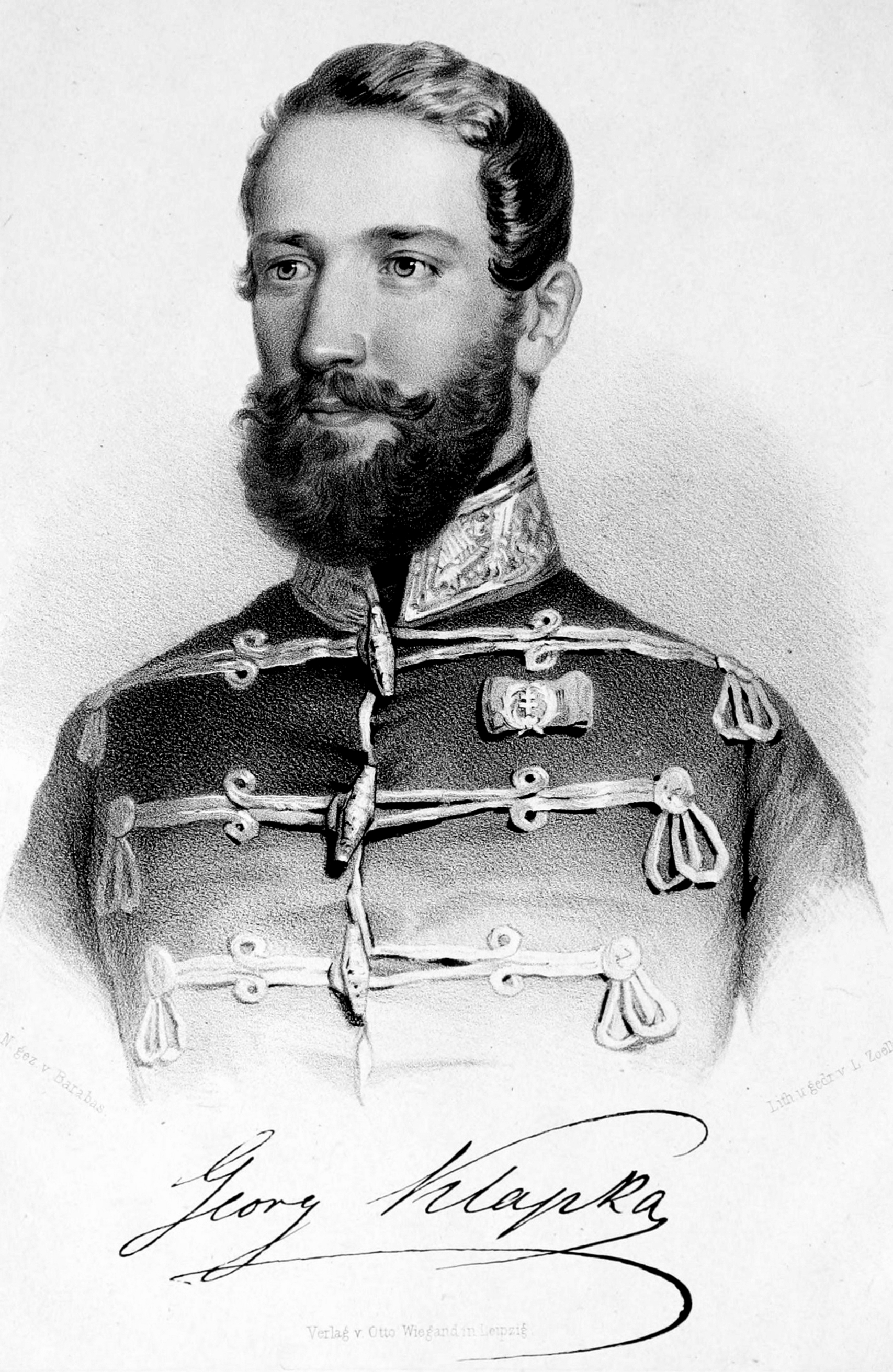
György Klapka

Am 24. Juli erfuhr Klapka, dass die Österreicher Tata nur schwach besetzt hatten und dort bedeutende Nahrungsmittel gelagert waren. Der Befehl zum Ausfall auf diese Position wurde Oberst Kosztolányi anvertraut, der am nächsten Tag um 16.00 Uhr nach Tata vorrückte, die dortigen Wachen überrumpelte und Lebensmittel erbeutete.
Klapka versuchte durch einen Angriff am nördlichen Ufer der Donau, seine Absicht zum weiteren Ausbruch im Süden zu verschleiern. Die Divisionen Kosztolányi, Rakowszky und Schultz verließen am 31. Juli die Festung über Bajcs nach Ó-Gyalla und Szt. Peter, weitere Patrouillen wurden nach Norden und Westen vorgeschoben. Die Abteilung unter Oberst Surány drängte die kaiserliche Brigade Pott zurück, die sich bis 1. August über Neuhäusel (Tardosked) zurückziehen musste. Die Avantgarde der Ungarn erreichte den Waag-Abschnitt bei Kőszegfalva, wo die Einwohner am Vortag die Brücke abgebaut hatten. Am Nachmittag des 31. Juli mussten Schultz, am 1. August Kosztolányi und am 2. Rakovszky wieder auf die Festung zurückgehen. Bis zum 3. August rückte Generalmajor Pott mit der Masse seiner Brigade wieder nach Érsekújvár vor.

### Angriffsschlacht zwischen Ács und Puszta-Harkály am 3. August 1849
Für den am 3. August angesetzten großen Ausbruch am rechten Ufer der Donau organisierte Klapka fünf Angriffskolonnen:
- Die erste Kolonne unter Oberst Aschermanns mit dem 25., 43., 52., 56. Bataillon, Teilen des Sándor- und Dom Miguel Regiments
- Die zweite Kolonne unter Oberst Kosztolányi mit dem 18., 37. und 64. Bataillon und 4 Schwadronen Württemberg-Husaren
- Die dritte Kolonne unter Oberstleutnant Krivácsy mit den 61., 62. und 54. Bataillonen und Bocskay-Husaren
- Die vierte Kolonne unter Oberst Schultz mit dem 15. und 57. Bataillon
- Die fünfte Kolonne unter Oberst Janik mit den 70., 71. und 46. Bataillon

Die ungarische Hauptkolonne unter Aschermann begann den Vorstoß, der größte Teil seiner Truppen wandte sich nach Tömörd, dass um 9 Uhr morgens erreicht wurde. Zum Zeitpunkt des Ausbruchs hatten das kaiserliche II. Korps unter FML Csorich Truppen folgende Positionen inne: auf der linken Flanke vor dem Megyfa-Wald standen die Bataillone des Mazzuchelli-Regiments, im östlichen Teil des Acser-Waldes bis Puszta Herkály war durch die Brigade Teuchert besetzt. Die Brigade Barco fungierte als Reserve dahinter. 
Oberst Aschermann organisierte mit der Hauptkolonne in der Mitte den Durchbruch in Richtung auf Nagy-Igmand. Am äußeren rechten Flügel drängte die ungarische Brigade Schultz den Gegner an der Donau zurück. Am linken Flügel rückte die Division Rakovszky in zwei Kolonnen durch Ö-Szőny nach Duna Almás vor, musste sich aber vor den österreichischen Verteidigern zurückziehen. Gleichzeitig näherten sich die Kolonnen von Kosztolányi und Krivácsy, die um 7 Uhr morgens fast unbemerkt Mócsa. Kosztolányis Truppen umzingelten den Ort in der Front, rechts die Kolonne Krivácsy und links die Reiterei. Während Oberst Aschermann auf die Nachricht von der Eroberung von Mócsa wartete, bereitete er seine Kolonne bei Nagy-Igmand und Acs zur Umgehung der Brigade Barco vor, womit der Rückzug der Österreicher abgeschnitten werden sollte. Die Kolonnen unter Kosztolányi und Krivácsy wurden nach der geglückten Besetzung von Mocsa, nach Westen verschoben, um bei Puszta Csém die Verbindung mit Aschermann herzustellen und den Angriff gegen Puszta-Harkály zu unterstützen. Die Kolonne des Oberst Janik rückte zunächst demonstrativ vor den Wald von Acs, um den im Wald festgefahrenen Gegner, mit der Besetzung von Csém und Herkály in der rechten Flanke zu bedrohten. Oberst Kosztolányi erhielt dann Nachricht, dass sich eine feindliche Kolonne nach Mócsa vorrückte, es stellte sich aber bald heraus, dass es sich nur um einen Tross von 2000 Rindern handelte, die für die gegnerische Versorgung bestimmt waren.
FML Colloredo übernahm bei Csém die Truppenführung und ließ alle verfügbaren Reserven, bestehend aus der Brigade Barco, fünf Schwadronen unter Oberst Nostitz und 11 Kanonen, auf dem rechten Flügel südlich von Puszta-Herkaly versammeln. Der bedrohte rechte Flügel war bereits halbmondförmig zurückgenommen worden. Klapka sandte an die Obersten Schultz und Janik den Befehl, ihren Angriff gegen die Höhen bei Nagy-Igmand sofort zu beginnen. Er befahl zusätzlich der Reiterei der Kolonnen unter Kosztolányi und Krivácsy gegen die Bedrohung der Kavallerie unter Nostitz vorzugehen.
Nachdem Oberst Janik begann, aus dem Ácser-Wald zum Czonczó-Bach vorzugehen, wurden die in diesem Wald kämpfenden Truppen vollständig abgeschnitten. Truppen der Brigade Liebler verteidigten an der Czonczó-Brücke um der Brigade Barco den Rückzug offen zu halten. Dabei wurden Mazzuchellis Mannschaften, die von hinten angegriffen wurden, gefangen genommen. Während Colloredo versuchte, seinen Mannschaften den Rückzug über Acs zum linken Ufer der Donau zu ermöglichen, leistete die Brigade Teuchert im Wald von Acs und Megyfa die Abwehr. Die am Kampf beteiligten österreichischen Truppen zogen sich an diesem Abend zurück. Klapka organisierte die Kolonnen unter Aschermann und Janik vor dem Ácser-Wald, die Truppen unter Kosztolányi und Krivácsyé vor Ács, die Brigade Schultz hinter demselben Ort, die Vorposten wurden bei Gönyő und Nagy-Igmánd vorgeschoben.
Der Verlust der am 3. August erfolgreichen Ungarn betrug 80 Tote und 130 Verwundete. Der Verlust der Österreicher war beträchtlich: etwa 1500 Mann, darunter 28 Offiziere. General Ramming schrieb später von nur 1000 Gefangenen, 5 Toten und 12 Verwundeten. Draußen gab es 74 Pferde, und 32 Geschütze und am 4. August 700 Fass Schießpulver in Gönyő, welches die Österreicher beim Rückzug zurücklassen mussten. Am 4. August gewährte Klapka den Truppen einem Ruhetag, am 5. standen Kosztolányi Truppen bei Gönyő und die Husaren stießen nach Raab vor. Von dort hatten sich das 1 Bataillon und 6 Geschütze der österreichischen Garde bereits in der Nacht von 3 bis 4 Uhr nach Pressburg zurückgezogen.

### Verstärkung der kaiserlichen Truppen
Auf österreichischer Seite wurde unterdessen alles unternommen, um an der Oberen Donau eine repräsentative Armee zu organisieren, deren Aufgabe darin bestand, Klapkas Truppen wieder von Raab nach Komorn zurückzudrängen. Zu diesem Zweck wurde das II. Korps rund um Pressburg mit 13.000 Mann und 43 Kanonen neu organisiert. Um dieses zu verstärken, wurde ein Reservekorps des Generalmajor Graf Nobili aus dem Wiener Raum und dem mährischen Tal mit etwa 8000 Mann und 26 Geschützen nach Ungarisch-Altenburg (Wieselburg) vorgeschoben. Ebenso wurde FZM Nugent beauftragt, sein II. Reservekorps mit etwa 16.000 Mann und 30 Kanonen über Stuhlweißenburg nach Komorn heranzuführen. Nachdem die Masse der Division Nobili am 10. August in Mosonyi und Wieselburg angekommen war, wurden diese Truppen mit dem II. Korps vereinigt, das dadurch auf 30 Bataillone, 9,5 Schwadronen und 69 Geschütze mit insgesamt 32.000 Mann verstärkt wurde:
- Division Nobili mit Brigade Chizzola und Lederer: 9 Bataillone, 2 Schwadronen und 18 Kanonen
- Division Colloredo mit Brigade Liebler und Barco: 10 Bataillone, 3 Schwadronen und 18 Kanonen
- Division Pott: 5 Bataillone, 2 Schwadronen und 6 Geschütze
- Unabhängige Division Teuchert: 6 Bataillone und 2 Schwadronen
- Alarm-Reserve: 4 Bataillone und 27 Geschütze

Am 4. August wurden die Brigaden Barco und Liebler auf die Linie Nyárasd und Guta, am 5. Serdahely und am 6. August Csolle vorgezogen. In diesem Zusammenhang wurde auch General Pott befohlen, seine Brigade in Diószeg anzuhalten um die Waag-Linie zu halten. Um seinen bisherigen Erfolg auszunutzen, beschloss Klapka einen Teil seiner Truppen gegen Raab zu senden. Am 6. August befahl Klapka den Divisionen Kosztolányi und Rakovszky weiter nach Raab vorzustoßen und den Vorstoß nach Lesvár auszudehnen. Die Division Eszterházy erreichte die Linie Gönyő-Nagymegyer und schloss sich am 7. August den beiden anderen Divisionen nach Raab an.
- Division Kosztolányi: das 18., 37., 64. Bataillon und das Sándor-Regiment, 1 Regiment der Württemberg-Husaren.
- Division Rakovszky: 25., 48., 56. Bataillon und Teile des Regiment Don Miguel
- Division Eszterházy: 15. und 57. Bataillon
- Reserve-Streifkorps: 98., 99., 70., 71., 52., 46., 60., 61., 63., 49., 54. und 40. Bataillon.

Am 12. August besetzte die österreichische Brigade Chizzola den Ort Lébény, der nur schwach von den Ungarn besetzt war. Am 14. August erschien der Kriegsminister, General Gyulay im kaiserlichen Hauptquartier um die Armee darauf vorzubereiten, die Festung Komorn enger einzuschließen. Gemäß dieser Anweisung trafen die Brigaden Chizzola und Barco am 15. August bei St-Miklós und Lébény ein und die Brigade Teuchert drang nach Mosony vor. Auf der linken Flanke rückten die Truppen über Hédervári nach Dunaszeg vor, am rechten Flügel erfolgte der Vormarsch durch Szt. Peter nach Bőkárány. Die Brigade Lederer drang über St-Miklós nach Csorna bis Enes und die Brigade Liebler drängte von Pöttering (Luipersdorf) nach Somorje (Sommerein) vor. Die Brigade Jablonowski (4 Bataillone, 3 Schwadronen und 2 Geschütze) kehrte aus Pesth zurück und rückte am 13. August an der Belagerungsfront bei Nagy-Igmand ein. Klapkas Truppen besetzten ohne Hindernis seitens der österreichischen Armee in der Nacht vom 17. auf 18. August die Stadt Raab, weitere Vorstöße folgten nach Pápa und Székesfehérvár, die Division Mednyánszky stieß im Bakony-Wald vor. Am selben Tag wurde die Brigade Bobory aus Tata und das 49. Bataillon aus Ó-Szőny zurückgenommen.
Am 18. August erhielt Klapka die Nachricht über Görgeys frühzeitiger Waffenstreckung gegenüber den Russen unter General Rüdiger. Zur Wiederaufnahme der Feindseligkeiten positionierte Klapka seine Truppen neu: Am selben Tag stand die Division Kosztolány in den Forts 8, 9 und 10, die Division Eszterházy spielte die Hauptrolle, die Division Rakowsky bemannte Fort 4., 5., 6. und 7. und die Brigade Janik das Fort Monostor. Die Division Kosztolányi sicherte bei Ó-Szőny und die Werke 8, 9 und 10 die Division Rakovszky die folgenden Werke 4, 5, 6 und 7. Die Brigade Janik der Division Zichy lag in der inneren Festungsstadt, die Division Horváth, die ab 7. September von Oberstleutnant Nedbal geführt wurde, sicherte an der Nádor-Linie und schließlich die Division Eszterházy auf der Donauinsel. Die Kavallerie konzentrierte bei Uj-Szőny, zur Linken bei Csallóköz, Ujfalu und Keszegfalva standen die Bocskay-Husaren und drei Schwadronen der Lehel-Husaren sicherten bei Hetény und Ó-Gyallá.
Die österreichische Armee stand am 20. August in folgende Positionen: Brigade Barco bei Ács, Puszta Lovad und Gönyüt, die Brigade Lederer bei Nagy-Igmand, Tömörd und Kacs, die Brigade Chizzola bei Tata, Tóvár, Szomod und Süttő. Die Division Teuchert bei Győr, die Brigade Liebler an der Linie Lakot-Silas-Megyer-Ekecset-Gutta und schließlich im Norden die Division Pott am Waag-Abschnitt. Die Brigaden Lederer, Chizzola und Barco standen hinter dem Czonczo-Bach und vor dem Acser-Wald. Eine kleinere Abteilung, die von Bábolna nach Nagy-Igmánd vorgeschoben wurde und ein kleinerer Truppenteil wurde nach Pér und Mező-Eörs vorgeschickt, um die rechte Flanke zu sichern. Die Brigade Lederer die den Ort Sárvár gestürmt hatte, sollte nach Norden in Richtung auf St-Miklós vorgehen. Vom Reservekorps Nugent erreichte die Brigade Jablonowski am 19. August Feindkontakt mit der Division Mednyánszky bei Székesfehérvár und verfolgte auf Mocsa, wo sie bis zum 1. September eintraf.

## Waffenstillstand und Kapitulation
Während des Waffenstillstands wurden von den Belagerungstruppen folgende Schritte unternommen:
Nugents Reservekorps stand jetzt von Székesfehérvár bis Veszprém, weiter bei Füred und Tihany, gleichzeitig wurden kleinere Truppenteile zur Bekämpfung der ungarischen Brigade Knezevich auf beiden Seiten des Balaton und bei Marcal und Tapolca vorgeschoben. Nugent erreichte am 1. September Csép mit etwa 10 Bataillone und 5 Schwadronen und rückte sogleich zum Fluss Concó nach Komorn weiter. Mit Zustimmung des Feldmarschalls Paskewitsch war die verbündete russische Division Grabbe von der Theiß zur Besetzung der slowakischen Bergbaustädten entsandt worden, am 24. August marschierte diese nach Báthio weiter, um die Donaulinie von Garam zu sichern und sich Komorn vom Norden zu nähern.

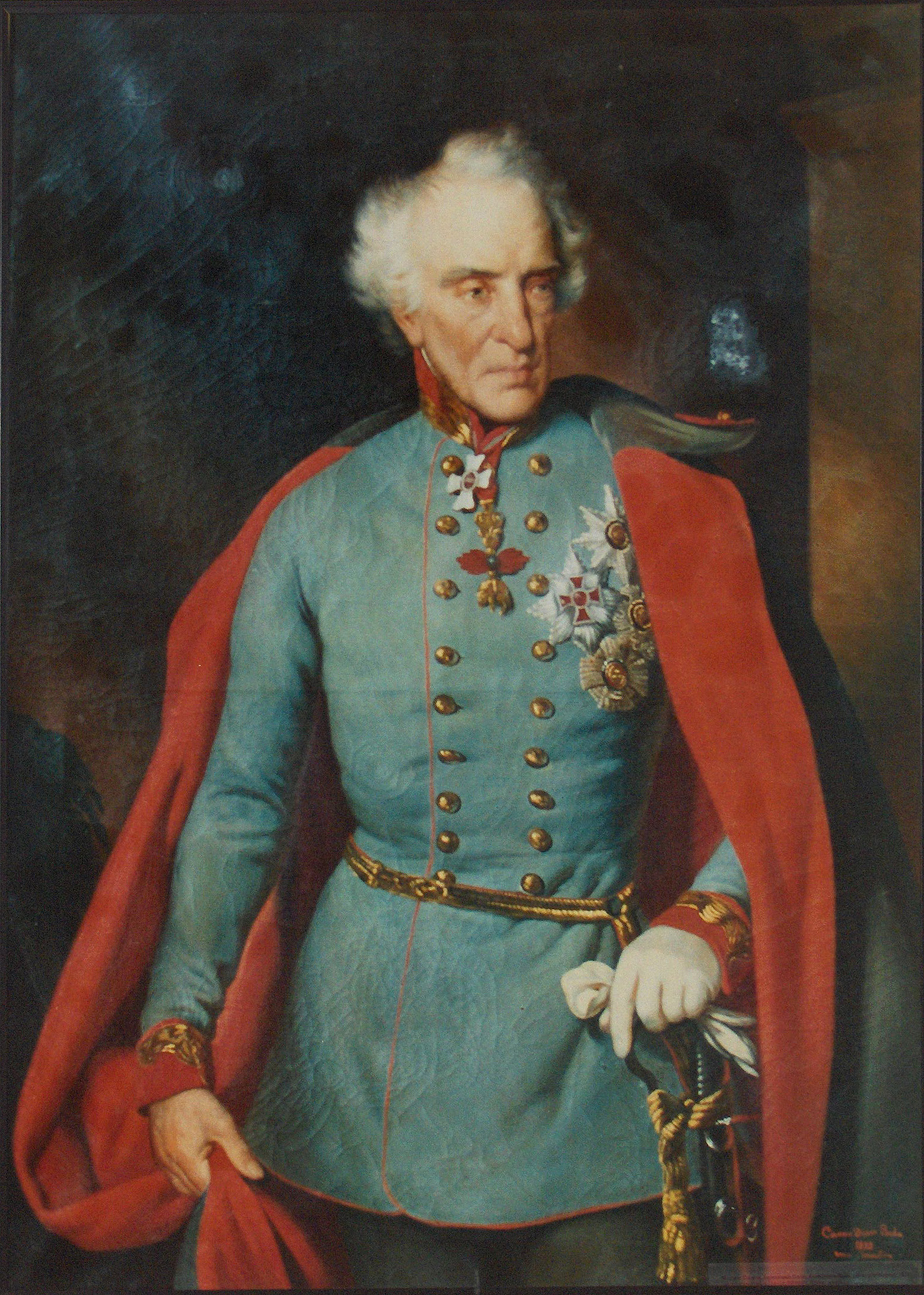
Laval Graf Nugent von Westmeath

Unmittelbar nach Ankunft von Nugent übernahm dieser General am 2. September den Oberbefehl über die Belagerungstruppen, die jetzt 47 Bataillone und 154 Kanonen mit 38.400 Menschen und 3400 Reiter zählten.
II. Korps unter Generalmajor Csorich
- Division Colloredo mit Brigaden Pott und Liebler: 13 Bataillone, 4 Reiter und 28 Geschütze;
- Division Graf Nobili mit Brigade Teuchert und Lederer: 10 Bataillon, 3 Schwadronen und 18 Kanonen

II. Reservekorps unter Graf Nugent
- Division Pálffy mit Brigaden Chizzola, Jablonowski und Alcaini: 15 Bataillone und 24 Geschütze
- Division Burits mit Brigaden Jablonski und Barco sowie den Reitern unter Fürst Montenuovo: 9 Bataillone und 11 Schwadronen

Im beidseitigen Einvernehmlich wurde für den 3. September ein Treffen zwischen Klapka und Csorich in Mócsa vereinbart. Doch Klapka ließ sich unter dem Vorwand einer Erkrankung mit folgenden Wortlaut entschuldigen:
Wir könne an einem ehrenvollen Treffen mit dem Generalleutnant nicht teilnehmen, was uns unangenehm ist, da wir davon überzeugt sind, dass ein persönliches Treffen alle Meinungsverschiedenheiten zerstreuen könnte und dass den Frieden, den niemand mehr will als wir, bald der Weg geebnet wäre.
Am 4. September rückten alle Belagerungstruppen näher an die Festung Komorn heran. Die Division Colloredo besetzte neuen Positionen bei Aranyos nahe Csallóköz und schob die Vorhut auf die Linie Szt. Paul, Ujfal, Nemes-Örs, Keszegfalva und Vizvár vor. Um mit dem rechten Flügel in Verbindung zu treten, unterstützte die Artillerie des Dampfschiffes Ceres von der Donau her und unternahm gleichzeitig Maßnahmen, um Nagy-Lél zu beschießen. Die Division Nobili lagerte mit den Brigaden Teuchert und Lederer noch zwischen Ács und dem Ácser-Wald. Die Division Jablonowski verlängerte die Linie mit der Brigaden Chizzolá und Barco über Puszta-Csém bis Mócsa.
Am 6. September rückte das russische Korps des Generalleutnant Grabbe vom Norden über Hetény und Kurtakeszi mit 13 Bataillone, 16 Schwadronen (12.800 Mann und 1300 Reiter) und 56 Kanonen zur Verstärkung heran und verstärkte den Belagerungsring im Norden auf 51.200 Mann, 4700 Reiter und 210 Geschütze. Zur gleichen Zeit unternahm FZM Nugent alles, um die Festung, die nach der Ankunft der Russen jetzt vollständig umschlossen war, mit Gewalt zu erobern. Am 7. September überquerte die russische Division die Zitava um die dortigen österreichischen Truppen am rechten Ufer der Donau zu verstärken, die nach Duna Almás verschoben wurden.
Für den 10. September führte Klapka einen kleineren Ausfall gegen den neuen Abschnitt der Russen, aber General Grabbe zog seine Truppen rechtzeitig auf die vorhandenen Verschanzungen zurück und hielt dem Ansturm stand. Am 14. September lud Klapka schließlich einen weiteren Kriegsrat ein und schilderte die traurige Situation in einer Rede:
„Wenn wir nicht mehr für unser Land kämpfen können, müssen wir um Frieden bitten. Ich schlage daher vor, die ersten vier Punkte der vorgefertigten Bedingungen zur Übergabe darzulegen und dem österreichischen Kaiser in aller Form einen Antrag vorzulegen, da ich davon überzeugt bin, dass wir diese auch erhalten werden“.
Das Angebot für den Waffenstillstand wurde von Nugent in einem Schreiben vom 16. September begrüßt. Zur Annahme musste die Petition aber seinen unmittelbaren Vorgesetzten FZM Haynau vorgelegt werden, bis dahin sind die weiteren Anweisungen abzuwarten. Am 19. September wurden Oberst Hartmann, sein Stellvertreter Oberstleutnant Jungbauer, der Generalstabschef des Reservekorps, in die Festung gesandt um die Forderungen zum Waffenstillstand an Klapka zu übergeben. Nachdem Klapka die Bedingungen erhalten hatte, lud er am selben Nachmittag um 5 Uhr einen weiteren Kriegsrat ein, an dem alle ordentlichen Mitgliedern des Offizierskorps geladen wurden. Am Abend des 22. September traf eine Antwort Nugents ein, dass die kaiserliche Seite nicht von den Anweisungen aus Wien abweichen könne. Am 23. hielten die Ungarn einen weiteren Kriegsrat ab: die Kritiker der Übergabe drängten auf weiteren Kampf, Klapka wies darauf hin, dass es sein Recht sei, die letzte Entscheidung zu treffen. 
Am 26. September begannen die Feindseligkeiten erneut. Am frühen Morgen drängte eine österreichische Kolonne auf Ó-Szőny zu, um diese zu besetzen. Major Füsti gelang es mit Teilen des 37. Bataillon bald, die österreichische Kolonne zurückzuwerfen. Dies war die letzte Auseinandersetzung im Unabhängigkeitskrieg.
Die österreichische Führung, die durch die lange Zeit der Belagerung einen enormen Kostenaufwand verbuchte, entschied sich schließlich dafür, die Festung mit günstigen Bedingungen zu gewinnen. Zu diesem Zweck übernahm Haynau, der am 26. September in Ács angekommen war, persönlich die Führung der Belagerung und sandte Klapka folgenden Brief:
„An das Festungkommando in Komorn. Ich bin heute hier angekommen und übernehme hier die direkte Verwaltung der Einschließung. Aus diesem Grund will ich die Festungs- und Truppenkommandanten informieren, das ich es für notwendig halte, die laufenden Verhandlungen für die Übergabe der Festung durch ein neues Treffen mit dem Festungskommando abzuschließen. Wenn ich den Ort in angemessener Entfernung, außerhalb der Festung wählen darf, schlage ich vielleicht Puszta-Csém, Herkály oder einen anderen geeigneten Ort für das Festungskommando vor. Das Treffen sollte morgen früh zwischen 10.00 und 11.00 Uhr stattfinden und die Antwort auf diese Einladung sowie die Angabe des Tagungsortes sollten mir bis 27. um 7.00 Uhr mitgeteilt werden. gez. FZM von Haynau“
Zur festgelegten Zeit begannen beide Seiten, begleitet von General Haynau nach gegenseitiger Begrüßung sofort Punkt für Punkt die Verhandlungen zur Übergabe. Nach zwei Stunden gab es schließlich in jedem Punkt eine Einigung. Am 28. wurde FML Graf Nobili mit dem Kommandeur der Artillerie des Ingenieurkorps, einem Feldkriegskommissär und zwei Militärverpflegsbeamten nach Komorn abgegangen, um die ordnungsmäßige Übernahme einzuleiten. 
Am 2. Oktober wurden das verschanzte große Lager und die Übergänge an der Donau übergeben, die Divisionen Janik, Rakovszky und Kosztolányi kapitulierten nacheinander. Am 3. Oktober wurden die alte Festung und die Donauinsel übergeben, die Division Zichy und die württembergischen Husaren legten die Waffen nieder. Zuletzt streckten die Divisionen Eszterházy und Nedbál bei Cigánymező die Waffen, um 4 Uhr nachmittags war die Kapitulation abgeschlossen.
Am 4. Oktober fand schließlich die Übergabe der Stadt statt.